# Keyvan Chemirani

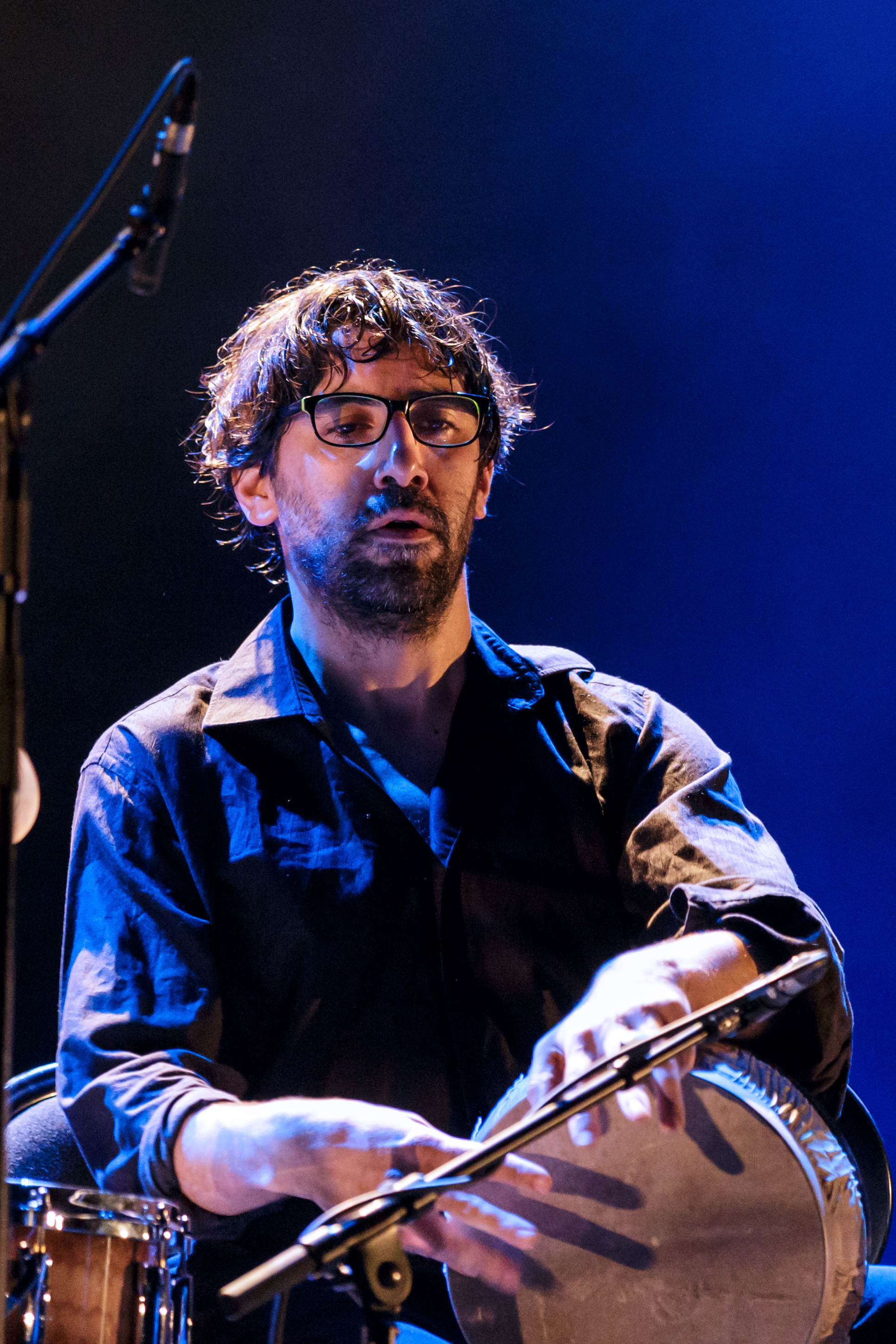
Keyvan Chemirani

Keyvan Chemirani (* 1968 in Paris) ist ein französischer Perkussionist iranischer Herkunft.

## Leben und Wirken
Chemirani wuchs in Manosque im Département Alpes-de-Haute-Provence auf und erlernte das Zarbspiel von seinem Vater Djamchid Chemirani. Er studierte zunächst bis 1989 Mathematik, bevor er sich für eine musikalische Laufbahn entschied. Seit 1999 bildet er mit seinem Vater und seinem Bruder Bijan Chemirani das Trio Chemirani, mit dem er weltweit auftritt.
Daneben arbeitete er mit Jazzmusikern wie Reto Weber und Albert Mangelsdorff, Omar Sosa, Didier Lockwood, Sylvain Luc, Louis Sclavis, Jean-Marie Machado und Renaud Garcia-Fons, aber auch Vertretern der Weltmusik wie Ballaké Sissoko, Thierry Robin, Erik Marchand, Ross Daly, Françoise Atlan und Juan Carmona zusammen. 2001 erschien sein erstes eigenes Album Le Rythme de la parole mit Musikern aus Mali, Südindien, Marokko, der Provence, der Bretagne und der Türkei. Beim Festival International des Musiques Nomades trat er mit dem mauretanischen Sänger Mohamed Salem Ould Meydah auf.
2006 folgte sein Album Rythme de la parole II mit den Sängern Ali Reza Ghorbani, Nahawa Doumbia und Sudha Ragunathan. 2008 entstand mit dem indischen Tablaspieler Anindo Chatterjee das Album Battements au cœur de l’Orient. Mit dem Louis Sclavis Quartet veröffentlichte er 2014 das Album Silk and Salt Melodies, 2022 Les Cadences du Monde. Mit dem Trio Chemirani nahm er 2015 bei Harmonia Mundi die CD Dawar auf. Gemeinsam mit dem Cellisten Jean-Guihen Queyras, dem Lyraspieler Sokratis Sinopoulos und seinem Bruder entstand 2015 das Cross-Over-Album Thrace: Sunday Morning Sessons. Sein Album Keyvan Chemirani & The Rhythm Alchemy erschien 2019.
Auch auf dem Gebiet der Alten Musik ist Chemirani aktiv. Er trat u. a. mit Dominique Vellards Ensemble Gilles Binchois auf, nahm mit der La Chapelle rhénane unter Leitung von Benoît Haller die Psalmen Davids von Heinrich Schütz auf und wirkte beim Festival d’Ambronay 2010 an der Aufführung von Michelangelo Falvettis Oratorium Il diluvio universale durch Leonardo García Alarcóns Cappella Mediterranea mit.